# Соуп Мактавиш
Джон «Соуп» Мактавиш (англ. John «Soap» MacTavish) — персонаж сюжетной линии серии Call of Duty - Modern Warfare. Впервые он появляется в качестве основного игрового персонажа в видеоигре 2007 года Call of Duty 4: Modern Warfare, где он входит в состав 22-го полка Особой воздушной службы (SAS) в качестве снайпера и эксперта по подрыву. Позже он появляется в сиквеле Call of Duty: Modern Warfare 2, вышедшем в ноябре 2009 года, и как неигровой персонаж и как один из игровых персонажей. Он также появился в игре Call of Duty: Modern Warfare 3, вышедшей в ноябре 2011 года. Перезагруженная версия Соупа была кратко упомянута в перезапуске серии 2019 года под названием Call of Duty: Modern Warfare и в сопутствующем ей режиме «Королевской битвы» Call of Duty: Warzone, где он фигурирует в качестве игрового персонажа, после чего состоялся его полноценный дебют в Call of Duty: Modern Warfare II 2022 года. Соуп был хорошо принят критиками и стал одним из самых популярных персонажей Call of Duty.

## Обзор
Джон «Соуп» Мактавиш играет ключевую роль в сюжетной линии игры Call of Duty 4: Modern Warfare, где он находится на переднем крае борьбы с ультранационалистами в составе SAS, а точнее, группы «Браво» капитана Прайса. В Call of Duty 4: Modern Warfare игрок переживает сюжетную линию глазами Соупа. Однако он не единственный персонаж, за которого приходится играть. Соуп, вероятно, создан по образцу персонажа «Лэйк» из фильма 2003 года «Слезы солнца».
В более поздних играх Соуп представлен как неигровой персонаж (NPC), рядом с которым сражается игровой персонаж. Однако в Call of Duty: Modern Warfare 2 Соуп становится играбельным в трёх последних миссиях. В последней игре серии Соуп появляется в качестве игрового персонажа только в прологе, а затем возвращается к роли NPC до конца сюжета.
Соуп погибает в бою в игре Call of Duty: Modern Warfare 3 после взрыва от потери крови, во время выполнения задания по убийству Владимира Макарова — главного антагониста серии, появляющегося во всех трёх играх. В Modern Warfare 2 и Modern Warfare 3 Соупа озвучивает шотландский актёр Кевин Маккидд. В русской локализации персонаж озвучен Сергеем Чихачёвым.
Разработчики Call of Duty: Ghosts добавили DLC под названием Soap Legend Pack, позволяющее сыграть за Соупа. Дополнение было выпущено в апреле 2014 года.
В четвёртом сезоне Call of Duty: Mobile при покупке сезонного боевого пропуска Соуп появился в качестве игрового аватара.
В перезагрузке игры Call of Duty: Modern Warfare, вышедшей в 2019 году, Соуп впервые был показан в конце одиночной кампании в качестве новобранца Оперативной Тактической Группы 141 (англ. Task Force 141). В сюжетном ролике для Call of Duty: Warzone, посвящённому ролевым сражениям, Соуп впервые появился только в озвучке, его озвучил Нил Эллис. В августе 2021 года Соуп был добавлен в мультиплеер Modern Warfare и Warzone в качестве играбельного персонажа-оперативника.

## Появления

### Modern Warfare (оригинальная трилогия)
Мактавиш впервые появляется в первой миссии, после того как его отобрали в 22-й отряд SAS, базирующийся в Херефорде. Его знакомят с товарищами по отряду, а также с его новым командиром, капитаном Джоном Прайсом, который высмеял позывной Мактавиша. После тренировки он вместе с отрядом отправляется на задание по проникновению на контейнеровоз в Беринговом проливе для извлечению ядерного устройства. Он так же входит в состав команды, которая поймала и казнила Халеда Аль-Асада, человека, ответственного за взрыв аналогичного ядерного устройства в неназванной ближневосточной стране. Соуп входит в состав группы «Браво», которая вместе с группой разведки морской пехоты США выводит из строя ядерные ракеты запущенные по берегам США Имраном Захаевым, человеком, ответственным за поставку Аль-Асаду ядерного оружия. Позже убивает Захаева после того, как Ми-24 разрушает крупный мост, по которому эвакуировался отряд. Соуп и Прайс едва избежали безвременной смерти, в отличие от остальных членов отряда. Диверсия, устроенная русскими лоялистами, дала Соупу достаточно времени, чтобы убить Захаева и двух солдат из пистолета M1911, который ему передал Прайс.
Пять лет спустя Соуп уже является капитаном Оперативной Тактической Группы 141 (ОТГ-141), получив повышение после операции «Кингфиш», где Прайс был схвачен и отправлен в ГУЛАГ на востоке России, после покушения на жизнь Владимира Макарова, бывшего помощника Захаева. Далее он появляется в миссии «Скалолаз» в качестве неигрового персонажа, где совместно с Гарри «Роучем» Сандерсоном проникает на русскую военную базу. В следующей миссии, где игрок управляет Роучем, Мактавиш и его команда захватывают помощника торговца оружием и допрашивают его, а затем захватывают и самого торговца — Алехандро Рохаса, от которого они узнают, что человека, которого Макаров ненавидит больше всего, находится в ГУЛАГе. В последних трёх миссиях игры Соуп и Прайс обнаруживают, что их командир, генерал-лейтенант Шепард, дважды обманул их, и пытались предупредить Саймона «Гоуста» Райли и Роуча, но было слишком поздно. После сражения с огромным батальоном вооружённых военных подрядчиков (так называемых «Шэдоу Компани»), Соуп пытается убить Шепарда своим ножом, но Шепарду удаётся оглушить и ранить его в грудь. Когда Шепард отвлекается на борьбу с Прайсом, Соуп с невероятными усилиями вытаскивает нож из своей груди и бросает его, попадая Шепарду прямо в глаз, мгновенно убивая его. Прайс латает Соупа, в то время как их друг Николай приземляется рядом с точкой сбора и забирает их в безопасное место.
Через несколько часов после эвакуации, ОТГ-141 (которые теперь объявлены преступниками) прилетают в убежище русских лоялистов в Индии. После того, как Макаров вышел на их след, чтобы покончить с отрядом, лоялист Юрий присоединяется к команде, и помогает спастись от нападения российских ультранационалистов, верных Макарову. Через некоторое время Прайс связывается со своими старыми знакомыми — Сэндманом, с которым они работали во время операции «Кингфиш», чтобы получить помощь в поисках Макарова, и с командиром SAS Макмилланом, бывшим наставником Прайса в SAS, с которым он работал во время первой попытки убить Имрана Захаева 20 лет назад. Получив сведения из нескольких источников и с помощью преданного лоялиста Комарова, команде удаётся засечь местонахождение Макарова в Праге, в Чехии, где, как ожидается, Макаров будет присутствовать на встрече высокого уровня с другими высокопоставленными чиновниками своей организации. Но всё пошло не по плану: Макаров знал, что ОТГ-141 находятся в городе, и активировал заряды бомб, предназначенные для убийства Соупа и Юрия. Соуп спасает жизнь Юрию, в последний момент выталкивая его из окна церкви, где они находились, а затем прыгает сам. Упав с большой высоты, у Соупа вновь открывается предыдущая рана. Во время попытки эвакуации, Соуп умирает от массивной кровопотери, перед смертью успев сказать Прайсу, что Макаров знает Юрия. Соуп позже упоминается Прайсом, когда тот звонит Макмиллану, чтобы сообщить ему о смерти Соупа и попросить помощи в поиске местонахождения Макарова. Последний раз Соуп упоминается в начале последней миссии игры, когда Прайс, которым управляет игрок, и Юрий облачаются в броню джаггернаутов и штурмуют местонахождение Макарова в отеле в Дубае. Прайс произносит: «Это за Соупа!».

### Modern Warfare (перезапуск 2019 года)
После смерти генерала Романа Баркова капитан Джон Прайс встречается с Кейт Ласвелл, чтобы обсудить формирование Оперативной Тактической Группы 141 для подготовки к борьбе с русским террористом Виктором Захаевым. Прайс получает от Ласвелл досье на нескольких потенциальных новобранцев, среди которых был Джон «Соуп» Мактавиш. В какой-то неизвестный момент в 2020 году Соуп официально завербован в ОТГ-141, хотя не участвует в операциях в Верданске вместе с Прайсом и другими членами оперативной группы. После того как Прайс успешно останавливает Виктора Захаева от запуска ядерных ракет для уничтожения Верданска, с ним связывается Соуп, который заявляет, что находится «в полукилометре от побережья».

### Другие появления
В связи с популярностью персонажа был выпущен для покупки аватар пользователя Xbox 360, который позволяет игрокам выглядеть как Соуп. Подобно персонажу Call of Duty капитану Прайсу, Мактавиш появляется в видеоролике, опубликованном на YouTube компанией Machinima под названием «Капитан Мактавиш играет в Halo 3», в рамках серии кроссоверов Call of Duty и Halo. Персонаж также появляется в Soap Legend Pack — DLC для Call of Duty: Ghosts, где Соуп является игровым персонажем в многопользовательской игре. Оно было выпущено 22 апреля 2014 года. 22 ноября была выпущена мобильная игра для iOS и Windows Phone под названием Call of Duty: Heroes, в которой Соуп выступает в качестве персонажа, которым игрок может управлять. В четвёртом сезоне игры Call of Duty: Mobile Соуп появился в качестве игрового аватара, после приобретения Боевого пропуска. В сезон также вошли оружие, снаряжение и транспортные средства с тематическими скинами Мактавиша.

## Реакция
Персонаж был хорошо принят многими поклонниками франшизы Call of Duty. По результатам онлайн-опроса в издании Guinness World Records 2011 Gamers' Edition, в котором приняли участие более 13 000 геймеров, Джон «Соуп» Мактавиш занял 12-е место из списка 50 вымышленных игровых персонажей. Мэтью Уилкинсон из TheGamer утверждает, что Соуп — третий величайший персонаж Call of Duty всех времён, заявляя: «Капитан Мактавиш, который большинству геймеров более известен как Соуп, был не только величайшим персонажем в истории Call of Duty (на данный момент), но и стал одним из самых любимых персонажей в играх». Гас Тернер из Complex включил Соупа в список «25 мёртвых персонажей видеоигр, которых мы хотели бы видеть сейчас», заявив: «После игры с ним во многих играх CoD смерть Соупа была похожа на прощание со старым другом». Том Сениор из PC Gamer назвал смерть Соупа в Call of Duty: Modern Warfare 3 «самой сокрушительной смертью в видеоигре», Майк Фейхи из Kotaku назвал его «Одним из величайших героев Call Of Duty, который умер» и заявил, что «Он один из самых узнаваемых персонажей серии, и его будет не хватать».
Возвращение Соупа было долгожданным в перезагрузке серии, но многие были разочарованы внешним видом персонажа после его выхода в Warzone, критикуя его за то, что он не похож на своего оригинального двойника, и высмеивали его, коверкая имя как «Шампунь» (англ. Shampoo), так как оригинальное прозвище персонажа означает «Мыло» (англ. Soap).